# Corve
La Corve est une rivière du Shropshire, en Angleterre. Elle arrose les villages de Culmington et Stanton Lacy avant de se jeter dans la Teme (en), un affluent de la Severn, à Ludlow.

## Étymologie
Le nom de la rivière proviendrait d'un terme vieil-anglais reconstruit *corf désignant une passe. La Corve a ensuite donné son nom au village de Corfton (en), mentionné dans le Domesday Book (compilé en 1086) sous la forme Cortune.

## Histoire
Le pont de Burway Bridge (en), qui franchit la Corve à Ludlow, s'effondre à la suite d'une grande crue en juin 2007. Il est reconstruit et rouvert à la circulation le 21 janvier 2009.